# Emiliano Veliaj
Emiliano Veliaj (ur. 9 lutego 1985 w Durrës lub Beracie) – albański piłkarz, grający na pozycji pomocnika. W sezonie 2021/2022 zawodnik KF Luzi United. Trzykrotny reprezentant kraju.

## Kariera klubowa
Wychowanek Tomori Berat, do pierwszego zespołu dostał się w 2003 roku.
1 lipca 2005 roku trafił do KS Besa Kavajë. Łącznie w tym klubie zagrał 102 ligowe mecze i strzelił 15 goli.
1 lipca 2009 roku został zawodnikiem KF Laçi. W tym zespole zadebiutował 23 sierpnia w meczu przeciwko Skenderbeu Korcza, przegranym 4:3, grając 30 minut. Pierwszego gola strzelił 24 października w meczu przeciwko KFowi Vllaznia, wygranym 3:1. Do siatki trafił w 62. minucie. Łącznie w tym okresie gry w Laçi zagrał w 32 meczach i 3 razy strzelił gola.
1 lipca 2010 roku został zawodnikiem Shkumbini Peqin. W tym zespole zadebiutował 22 sierpnia w meczu przeciwko KS Kastrioti, zremisowanym 2:2, grając cały mecz. Pierwszego gola strzelił 27 września w meczu przeciwko KS Besa Kavajë, zremisowanym 2:2. Do siatki trafił w 41. minucie. Łącznie w Shkumbini zagrał w 30 meczach i strzelił 2 gole.
1 lipca 2011 roku został graczem KFu Teuta Durrës. W tym zespole zadebiutował 12 września w meczu przeciwko KFowi Tirana, wygranym 0:1, grając 70 minut. Pierwszego gola strzelił 29 października w meczu przeciwko Tomori Berat, wygranym 0:2. Do siatki trafił w 85. minucie Łącznie w Teucie zagrał 40 ligowych meczów, strzelił 2 gole.
16 sierpnia 2013 roku wrócił do KFu Laçi. Ponowny debiut zaliczył tam 1 września w meczu przeciwko KFowi Tirana, zremisowanym bezbramkowo, grając cały mecz. Pierwszą asystę zaliczył 21 sierpnia 2015 roku w meczu przeciwko FK Partizani Tirana, zremisowanym 1:1. Asystował przy golu w 55. minucie. Łącznie w tym okresie gry w Laçi zagrał w 90 meczach, strzelił 7 goli i zanotował 5 asyst. Z Laçi zdobył Puchar Albanii
21 lipca 2016 roku został graczem KS Korabi. W tym klubie zadebiutował 7 września w meczu przeciwko KF Laçi, zremisowanym bezbramkowo, grając cały mecz. Łącznie zagrał 13 meczów.
26 stycznia 2017 roku wrócił do KFu Tomori. Zagrał tam w 10 meczach.
1 lipca 2017 roku wrócił do Korabi. Zagrał tam 21 meczów i strzelił 4 gole.
1 lipca 2018 roku trafił do KF Vora. Zagrał tam 11 meczów.
24 stycznia 2019 roku trafił za darmo do KS Burreli. Zagrał tam 8 meczów.
3 września 2019 roku trafił do KF Luzi United.

## Kariera reprezentacyjna
Zagrał 2 mecze w kadrze U-21.
W kadrze seniorskiej zadebiutował 17 lutego 2010 roku w meczu przeciwko reprezentacji Kosowa, wygranym 2:3. Zagrał cały mecz. Łącznie w kadrze zagrał 3 mecze.